# 东木浦站
東木浦站（：／ Dongmokpo yeok */?）曾为韩国铁路湖南线上的一个车站，位于全罗南道木浦市龍塘洞，已于2003年废止。

## 历史
- 1953年8月1日，落成使用。
- 2003年12月9日，停止使用。